# Mitromorpha canariensis
Mitromorpha canariensis é uma espécie de gastrópode do gênero Mitromorpha, pertencente a família Mitromorphidae.